# Howard Lutnick
Howard William Lutnick (né le 14 juillet 1961) est un homme d'affaires américain milliardaire, qui a succédé à Bernard Cantor à la tête de Cantor Fitzgerald. Lutnick est le président et directeur général de Cantor Fitzgerald et de BGC Partners. En septembre 2018, Lutnick possédait 60 % de Cantor Fitzgerald, avec une fortune estimée à « au moins 1,5 milliard de dollars ».
Après avoir perdu 658 employés, dont son frère, lors des attentats du 11 septembre 2001, Lutnick a survécu à l'effondrement des tours et est devenu connu pour ses efforts caritatifs à travers le Cantor Fitzgerald Relief Fund, qui aide les familles des victimes des attentats et des catastrophes naturelles.

## Jeunesse
Howard Lutnick est né dans une famille juive à Jericho, Long Island, le 14 juillet 1961. Il est le fils de Solomon Lutnick, professeur d’histoire au Queens College, et de Jane Lutnick, artiste. Howard est le deuxième enfant d'une fratrie de trois, avec une sœur aînée, Edie, et un frère cadet, Gary.
En 1978, alors qu'il est en terminale, sa mère meurt d'un lymphome. L'année suivante, Howard entre au Haverford College, à Haverford en Pennsylvanie. Lors de sa première semaine à l'université, son père décède à l'hôpital des suites de cancers du côlon et des poumons. Une erreur médicale survient lorsque l'infirmière administrant son traitement lui donne accidentellement une dose de chimiothérapie 100 fois supérieure à la normale. Orphelins, Howard et ses deux frères et sœurs sont en grande partie abandonnés par leur famille élargie et doivent se soutenir seuls. À 18 ans, Howard Lutnick engage un avocat pour régler les dettes laissées par son père.
Le président et doyen de Haverford, une institution à tradition quaker, appelle Howard une semaine après la mort de son père pour lui offrir une bourse complète pour ses études.
Lutnick obtient son diplôme en économie en 1983.

## Famille
Le 10 décembre 1994, Howard Lutnick a épousé Allison Lambert, avocate associée chez Wilson, Elser, Moskowitz, Edelman & Dicker. Ils ont ensemble quatre enfants, dont deux fils, Brandon et Kyle. Les premiers jours de préscolaire et de maternelle de Brandon et Kyle coïncidaient avec le 11 septembre 2001. Lutnick déposait son fils à la maternelle ce matin-là, ce qui l’a retardé pour aller travailler et lui a sauvé la vie.

## Carrière professionnelle
Howard Lutnick a rejoint Cantor Fitzgerald en 1983, l'année de sa graduation. Très tôt, il a noué une relation chaleureuse avec le fondateur de l'entreprise, Bernard Cantor, qui est devenu son mentor personnel. En 1991, Lutnick a été nommé président-directeur général de la société, et il en est devenu le président en 1996.
Lutnick a accordé une grande importance à la technologie dès le départ et, en 1999, a pris la décision de rendre eSpeed, une filiale de trading électronique de Cantor Fitzgerald, publique. Ce système de trading électronique ne nécessitait pas de courtiers et a largement contribué à la capacité de Cantor Fitzgerald à rester à flot lorsque 70 % des courtiers de leur bureau new-yorkais, tous présents ce matin-là, ont été tués lors des attentats du 11 septembre.
En 2004, Lutnick et Lee M. Amaitis, alors responsable du bureau de Londres, ont décidé de diviser Cantor Fitzgerald en deux opérations distinctes. Cantor continuerait à gérer les grandes transactions par le biais de bureaux de trading d'actions et d'obligations, tandis qu'une nouvelle entité, BGC Partners, offrirait un trading axé sur les courtiers. Cette décision a permis aux deux entités de se développer indépendamment l'une de l'autre, mais a nécessité à Cantor d'emprunter 400 millions de dollars et de s'endetter pour la première fois afin de financer correctement la croissance initiale de BGC. En 2008, Lutnick a supervisé la fusion de BGC Partners et eSpeed, une opération évaluée à 1,3 milliard de dollars,.
Lutnick a également introduit en bourse la plateforme vidéo Rumble par le biais d'un accord SPAC.
En 2024, Lutnick, par l'intermédiaire de sa société BGC Group, a commencé à mettre en place une bourse de contrats à terme, la FMX Futures Exchange. Ce projet a attiré des investisseurs tels que Morgan Stanley, Tower Research Capital et Wells Fargo,.

## Attentats du 11 septembre et conséquences
Au moment des attentats du 11 septembre 2001, les bureaux de Cantor Fitzgerald occupaient les 101e à 105e étages de la tour nord du World Trade Center, juste au-dessus de l'impact de l'avion détourné qui a percuté le bâtiment,. Aucun des employés présents dans les bureaux de Cantor ce matin-là n’a survécu aux attaques. Au total, 658 des 960 employés de Cantor ont péri ce jour-là, y compris Gary Lutnick, le frère cadet de Howard Lutnick. Lutnick lui-même aurait dû être au bureau ce matin-là, mais il accompagnait son fils Kyle à son premier jour de maternelle,. Il tenta de rejoindre les abords des tours dans l'espoir de retrouver des employés de Cantor vivants, mais en vain. Il survécut à l'effondrement de la tour sud en se réfugiant sous une voiture à proximité.
Peu après les attentats, Lutnick fit plusieurs apparitions publiques et devint rapidement l'une des figures emblématiques du 11 septembre. Étant donné que Cantor Fitzgerald avait perdu deux tiers de ses employés, l'entreprise était en situation de vulnérabilité et beaucoup pensaient qu'elle fermerait ses portes. Quatre jours après les attaques, le 15 septembre, Lutnick annonça, au milieu de la controverse, qu'il devait suspendre les salaires des près de 700 employés portés disparus ou décédés,.
Dans une interview télévisée avec Larry King sur CNN le 19 septembre, Lutnick aborda ce sujet en déclarant : « J'ai perdu tout le monde dans l'entreprise… Je n'ai pas d'argent pour payer leurs salaires,. » Il précisa toutefois que bien que les salaires aient été suspendus, les familles des employés décédés recevraient 25 % des bénéfices futurs de Cantor pendant cinq ans ainsi qu'une assurance santé pour les dix prochaines années,. Ce plan représentait un montant total de plus de 100 000 $ pour chaque famille.
En 2006, la firme a fait don de 180 millions de dollars aux familles des employés touchés par les attentats du 11 septembre.
Ces dernières années, Lutnick a été mis en avant lors d'événements et de programmes liés au 11 septembre, notamment dans le documentaire Out of the Clear Blue Sky réalisé par Danielle Gardner. La version cinéma du film mettait en évidence le cimetière du mont Hébron à Queens, New York, qui offre une vue dégagée sur Manhattan, y compris sur les anciennes tours du World Trade Center et l’actuel One World Trade Center.

## Collecte de fonds pour Donald Trump
Le 17 mai 2019, Howard Lutnick a organisé une collecte de fonds pour Donald Trump à son domicile à Manhattan, recueillant environ 5 millions de dollars, selon un collaborateur du président,.
Le 2 août 2024, Lutnick a accueilli une nouvelle collecte de fonds pour Trump et ses partisans sous un chapiteau installé chez lui à Bridgehampton, dans l'État de New York. Deux semaines plus tard, Trump l’a désigné, avec Linda McMahon, comme coprésident de son équipe de transition présidentielle pour 2024.
Après la victoire de Trump lors de l'élection, il est choisi pour devenir secrétaire au Commerce des États-Unis au sein de sa seconde administration.